# SRCM M35
La SRCM M35 es una granada de mano que entró en servicio con el Regio Esercito en 1935, siendo empleada durante la Segunda Guerra Mundial y hasta la década de 1980. Fue apodada "Diablo rojo" por los británicos durante la Campaña del norte de África en 1941-1942, ya que este era el color del modelo más usual.  

## Descripción
La SRCM M35 entró en servicio en 1935, al igual que la OTO M35 y la Breda M35, representando la nueva generación de granadas de mano con las cuales el Regio Esercito entró a la Segunda Guerra Mundial. Después del Armisticio de Cassibile fue adoptada como Handgranate 328 por las unidades del Heer y la Luftwaffe desplegadas en Italia. Estuvo en servicio con el Ejército italiano hasta finales de la década de 1980, junto a la más moderna OD 82/SE, así como en las Fuerzas Armadas de Malta (suministrada por la MIATM).
La SRCM M35 es una granada ofensiva, que esparce esquirlas ligeras y letales en un radio menor respecto a la distancia máxima de lanzamiento, cubriendo el avance del soldado que la lanzó sin herirlo. Su alcance máximo de lanzamiento es de 20-25 m, mientras que el radio letal de las esquirlas es de 10-15 m. Su carcasa está hecha de chapa de aluminio y contiene 43 g de trinitrotolueno y binitronaftalina, que al detonar producen esquirlas al fragmentar un alambre enrollado en su interior. Tiene dos seguros, uno manual compuesto por un pasador de latón con mango de goma y otro automático compuesto por una palanca de aluminio unida a una cubierta exterior.

## Variantes
- "de guerra": carcasa de color rojo.
- "de guerra - versión R.M.": carcasa de color blanco con una línea roja; cargada con TNT.[5]
- "fumígena de entrenamiento": carcasa de color amarillo durante la Segunda Guerra Mundial y de color rojo en la posguerra; es reconocible por los numerosos agujeros grandes en su carcasa.
- "fumígena" y "fumígena incendiaria": para uso en combate, sin agujeros, con la mitad superior de la carcasa de color rojo y la mitad inferior de color negro, con las letras F y F1 respectivamente impresas en su base.[6]
- "de entrenamiento con carga reducida": carcasa de color rojo con una línea marrón y una línea azul, cargada con 5 g de mezcla fumígena y sin el rollo de alambre para fragmentación.
- "HE": carcasa de color rojo con línea amarilla, de alto poder explosivo y cargada con TNT.

En la posguerra se produjeron granadas con carcasas pintadas de color caqui en lugar de rojo, pero conservando el código de líneas de color para las distintas variantes.

## Usuarios
- Regio Esercito
- Regia Marina
- Heer (Wehrmacht)
- Luftwaffe (Wehrmacht)
- Ejército italiano
- Marina Militare
- Fuerzas Armadas de Malta